# Urancalcarite
La urancalcarite è un minerale.